# Джигера (комуна)
Джигера (рум. Gighera) — комуна у повіті Долж у Румунії. До складу комуни входять такі села (дані про населення за 2002 рік):
- Джигера (1352 особи)
- Зевал (1011 осіб)
- Недея (1250 осіб)

Комуна розташована на відстані 194 км на захід від Бухареста, 53 км на південь від Крайови.

## Населення
За даними перепису населення 2002 року у комуні проживали 3613 осіб.
Національний склад населення комуни:
| Національність | Кількість осіб | Відсоток |
| -------------- | -------------- | -------- |
| румуни         | 3284           | 90,9%    |
| цигани         | 329            | 9,1%     |

Рідною мовою назвали:
| Мова      | Кількість осіб | Відсоток |
| --------- | -------------- | -------- |
| румунська | 3589           | 99,3%    |
| циганська | 23             | 0,6%     |
| німецька  | 1              | < 0,1%   |

Склад населення комуни за віросповіданням:
| Релігія      | Кількість осіб | Відсоток |
| ------------ | -------------- | -------- |
| православні  | 3605           | 99,8%    |
| баптисти     | 5              | 0,1%     |
| не релігійні | 3              | 0,1%     |